# 戈爾尼亞克 (盧甘斯克州)
希爾尼克（羅馬化：Hirnyk），或按俄語名譯戈爾尼亞克（羅馬化：Gornyak），是乌克兰東部卢甘斯克州罗韦尼基区罗韦尼基市镇内的鎮，2014年后由卢甘斯克人民共和国实际控制。處於尤西基納河畔，始建於1962年，面積0.55平方公里，2011年人口817，人口密度每平方公里1,485.45人。